# Mahmut Bakalli
Mahmut Bakalli, född den 19 januari 1936 i Gjakova i Kosovo, död den 14 april 2006 i Pristina i Kosovo, var en kosovoalbansk politiker.
Under sin ungdom gick han i skola i Prizren och tog både kandidat- och masterexamen i samhällsvetenskap vid universitet i Belgrad i Serbien. Han beklädde flera politiska ämbeten som exempelvis ordförande i centralkommittén för Kosovos kommunistparti från och med 28 juni 1971 och till och med 6 maj 1981. Han avskedades från partiets presdium av de serbiska myndigheterna och hölls i husarrest i två år. Efter Kosovokriget understödde han Ramush Haradinaj i grundandet av Alliansen för Kosovos framtid och blev ledamot i Kosovos parlament. Han arbetade också som rådgivare åt den dåvarande premiärministern Agim Çeku. Vid rättsprocessen mot Slobodan Milošević avlade han ett vittnesmål mot honom. Han var den förste att göra det.